# 失效模式
失效模式（failure mode）是有關失效情形的分類。在JIS C5750-4-3:2011中的定義是「零件故障的狀態」。在JIS Z8115:2000 F2中的定義是「故障情形的分類，例如斷路、短路、破裂、磨損、特性退化等」。
一個零件會有幾個失效模式，例如繼電器可能無法依信號開啟或是關閉，即為其失效模式。有些資料可能還會列出各失效模式的比例。

## 定義
在1990年的IEC 60050:1990 IEV 191-05-22有提到失效模式（failure mode）及故障模式（fault mode）「針對特定機能，故障零件可能狀態中的一種。此情形下不建議用『失效模式』」。當時建議使用故障模式（fault mode）而不是失效模式（failure mode）。
2006年時，IEC 60812:2006中有定義了失效模式（failure mode）是「零件失效的情形」（manner in which an item fail）。
2011年的ISO 26262定義失效模式（failure mode）是「零件或組件失效的情形」（manner in which an element or an item fails）

## 確認失效模式的方式
若要知道零件的失效模式，可以請供應商提供相關資料，或是參考IEC 62380，SN 29500，MIL HDBK 217之類的標準。
IEC TR 62380的名稱是《可靠度手冊：電子元件、電路板及設備的可靠度預測通用模型》（Reliability data handbook - Universal model for reliability prediction of electronics components, PCBs and equipment），最新版是2004年版，已經失效，被IEC 61709:2017《電子元件-可靠度-轉換用的失效率及應力模型參考條件》（Electric components - Reliability - Reference conditions for failure rates and stress models for conversion）。
SN 29500是由西門子公司所推出的可靠度標準。

## 有關失效模式的分析
針對失效模式及其影響，有許多相關的分析：
- 失效模式与影响分析（FMEA）：針對一系統中潛在的失效模式進行分析，確認其影響，再依嚴重程度決定處理方式。
- 失效模式效應與關鍵性分析法（FMECA）：在FMEA以外增加了關鍵性分析，可以會突顯機率較高且有後果較嚴重的失效模式。
- 失效模式效應與診斷分析（FMEDA）：著重失效率、失效模式、影響以及是否可以事先診斷到異常。